# خون‌شناسی ایمنی
ایمونوهماتولوژی که معمولاً به عنوان بانک خون شناخته می‌شود یکی از شاخه‌های خون شناسی است که به مطالعهٔ واکنش‌های آنتی ژن - آنتی بادی برای تشخیص بیماری‌های خونی می‌پردازد. از جمله وظایف یک ایمونوهماتولوژیست می‌توان به تعیین گروه خونی، آزمایش کراس مج، و تعیین نوع پادتن اشاره کرد.